# Samuel Santos
Pour les articles homonymes, voir Santos (homonymie).
Samuel Santos (né en 1938), est un homme politique nicaraguayen, ministre des affaires étrangères du Nicaragua depuis le 11 janvier 2007.